# Stefan Kurowski (prawnik)

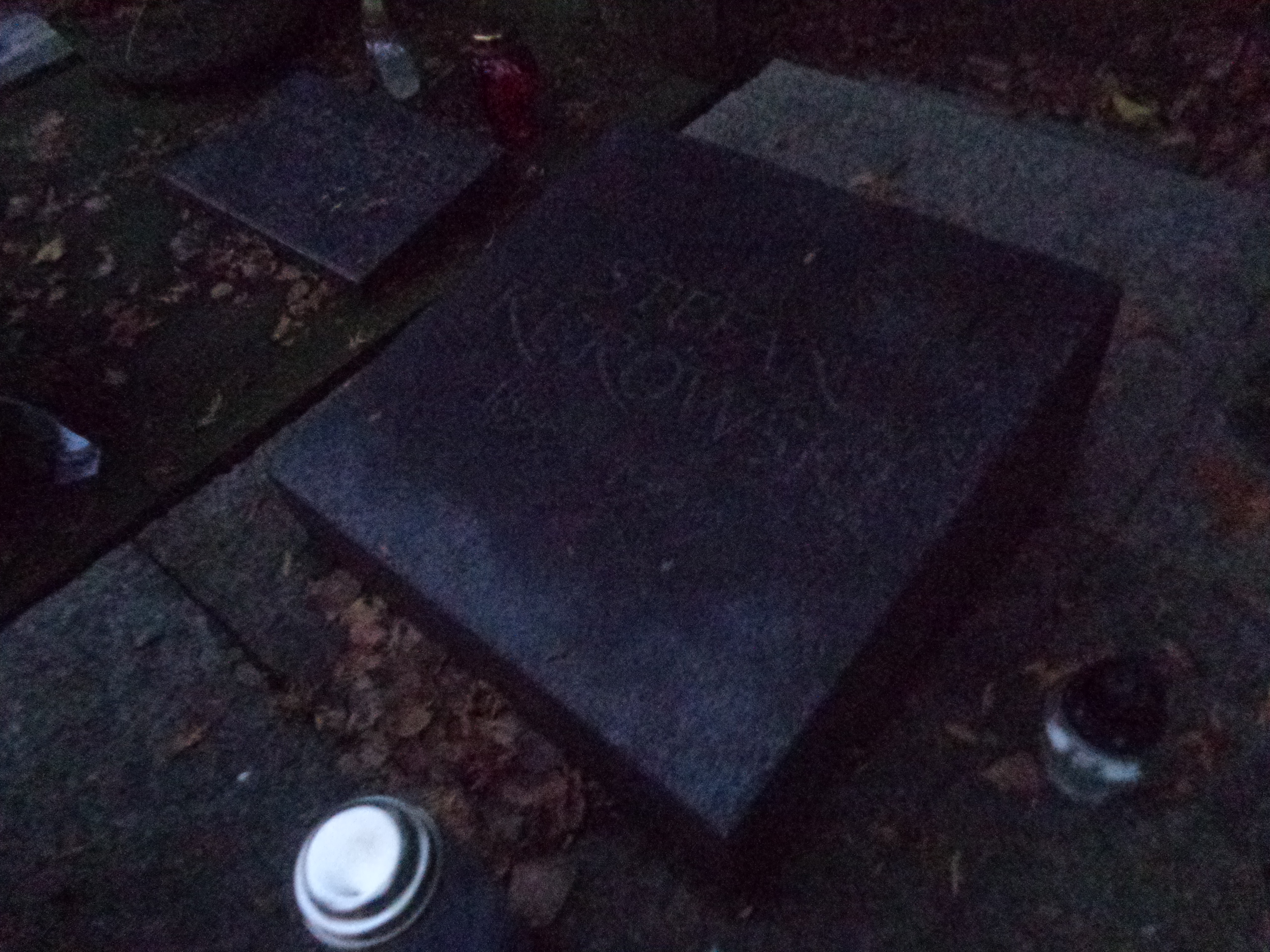
Grób Stefana Kurowskiego na Cmentarzu Wojskowym na Powązkach

Stefan Zygmunt Kurowski, pierwotnie Stefan Leon Warszawski (ur. 22 stycznia 1897 w Warszawie, zm. 21 czerwca 1959 w Rzymie) – polski prawnik, prokurator, prezes Sądu Najwyższego.

## Życiorys
Był bratankiem Adolfa Warszawskiego-Warskiego. Po zdaniu matury w czerwcu 1914 studiował medycynę, a następnie prawo na Uniwersytecie Warszawskim (do 1925). Od 1917 działacz PPS Lewicy, a od 1918 – KPP, a także obrońca w procesach politycznych. W 1923 był współzałożycielem ZNMS. Blisko współpracował z Teodorem Duraczem i należał do komórki KPP grupującej warszawskich adwokatów. Podczas okupacji niemieckiej zmienił nazwisko na Kurowski. Od 1942 w PPR, później PZPR. Współpracował z PLAN. Od 1944 członek Armii Ludowej (żołnierz Oddziału VI (Bezpieczeństwa) Sztabu Głównego AL), brał udział w powstaniu warszawskim. W latach 1946–1948 pierwszy prokurator Najwyższego Trybunału Narodowego. W 1945 został mianowany szefem delegacji polskiej na proces norymberski przed Międzynarodowym Trybunałem Wojskowym. Piastował funkcję dyplomatyczną posła PRL w Austrii (1948–1950). Od 1956 prezes Sądu Najwyższego i Izby Karnej SN. Uczestniczył w przygotowaniu dekretów: o amnestii, o postępowaniu doraźnym i odpowiedzialności za klęskę wrześniową i faszyzację kraju.
Był odznaczony Krzyżem Oficerskim Orderu Odrodzenia Polski i Orderem Krzyża Grunwaldu II klasy (uchwała KRN z 19 lipca 1946 r.).
Pochowany na Wojskowych Powązkach (kwatera B2-13-14).